# Dinotrema amandum
Dinotrema amandum är en stekelart som beskrevs av Vladimir Ivanovich Tobias 2004. Dinotrema amandum ingår i släktet Dinotrema och familjen bracksteklar. Inga underarter finns listade i Catalogue of Life.